# 邢三姑
邢三姑（?—?），是中国秦朝妇女，相传名为降圣，云间人。
秦始皇时，当地人濬通澱山倾倒。邢三姑率领近百名妇人为先驱，后人因其功，建立庙宇祭祀。后来当地有百婆桥，纪念百妇之劳。